# Boone County, Iowa
Boone County är ett administrativt område i delstaten Iowa, USA, med 26 306 invånare. Den administrativa huvudorten (county seat) är Boone.

## Geografi
Enligt United States Census Bureau har countyt en total area på 1 487 km². 1 479 km² av den arean är land och 5 km² är vatten.

### Angränsande countyn
- Webster County - nordväst
- Hamilton County - nordost
- Story County - öst
- Polk County - sydost
- Dallas County - syd
- Greene County - väst

### Orter
- Beaver
- Berkley
- Boone (huvudort)
- Boxholm
- Fraser
- Luther
- Madrid
- Ogden
- Pilot Mound
- Sheldahl (delvis i Polk County, delvis i Story County)